# Гурмиша
Гурмиша (кайт. Гурмиша) — упразднённое село в Кайтагском районе Дагестана. На момент упразднения входило в состав Шилягинского сельсовета. Исключено из учётных данных в 1947 г в связи с переселением всего населения на территорию бывшей ЧИАССР.

## География
Село расположено в Верхнем Кайтаге, в исторической области Ирчамул, на берегу правого притока реки Уллучай.

## История
До вхождения Дагестана в состав Российской империи селение Гюрмиша входило в состав общества Ирчамул Кайтагского уцмийства. Затем в Ургаинское сельское общество Кара-Кайтагского наибства Кайтаго-Табасаранского округа Дагестанской области. В 1895 году селение состояло из 14 хозяйств. По данным на 1926 год село состояло из 25 хозяйства. В административном отношении входило в состав Кулиджинского сельсовета Кайтагского района. В 1930-е годы в селе образован колхоз имени Ворошилова.
В 1944 году, после депортации чеченского населения с Северного Кавказа и ликвидации ЧИАССР, население села (22 хозяйства, 75 человек) были переселены на территорию вновь образованного Шурагатского района.

## Население
| Численность населения | Численность населения | Численность населения | Численность населения | Численность населения | Численность населения |
| 1888                  | 1895                  | 1908                  | 1914                  | 1926                  | 1939                  |
| --------------------- | --------------------- | --------------------- | --------------------- | --------------------- | --------------------- |
| 85                    | ↘82                   | ↗86                   | ↗126                  | ↘106                  | ↗128                  |

По переписи 1926 года в селе проживало 106 человек (54 мужчины и 52 женщины), из которых: кайтагцы — 100 %.